# Valdastillas
Valdastillas é um município da Espanha na comarca do Vale do Jerte, província de Cáceres, comunidade autónoma da Estremadura. Tem 8,1 km² de área e em 2021 tinha 312 habitantes (densidade: 38,5 hab./km²).

## Demografia
| Variação demográfica do município entre 1991 e 2004 [carece de fontes?] | Variação demográfica do município entre 1991 e 2004 [carece de fontes?] | Variação demográfica do município entre 1991 e 2004 [carece de fontes?] | Variação demográfica do município entre 1991 e 2004 [carece de fontes?] |
| ----------------------------------------------------------------------- | ----------------------------------------------------------------------- | ----------------------------------------------------------------------- | ----------------------------------------------------------------------- |
| 1991                                                                    | 1996                                                                    | 2001                                                                    | 2004                                                                    |
| 437                                                                     | 440                                                                     | 371                                                                     | 332                                                                     |